# Старые Тарашнуры
Старые Тарашнуры (мар. Тошты Тарашныр) — деревня в Горномарийском районе Республики Марий Эл. Входит в состав Еласовского сельского поселения.

## География
Находится в юго-западной части республики Марий Эл на расстоянии приблизительно 21 км на юг-юго-запад от районного центра города Козьмодемьянск.

## История
Впервые упоминается в 1795 году как выселок Тарашнур из деревни Большая Юль Шудермара (23 двора). В 1859 году в околодке Тарашнур было 55 дворов (289 человек). В 1897 году в околодке Старые Тарашнуры числилось 46 дворов (252 человека), а в 1915 году — 56 дворов с населением в 284 человека. В 1919 году в деревне Старые Тарашнуры в 52 дворах проживало 128 человек, а в 1925 году — 312 человек. В 2001 году здесь было 67 дворов, в том числе 19 пустующих. В советское время работали колхозы «Наука», «Заветы Ильича», «Коммунизм», позднее СПК «Еласовский».

## Население
Население составляло 113 человек (горные мари 97 %) в 2002 году, 127 в 2010.